# Mimosa hirsutissima
Mimosa hirsutissima är en ärtväxtart som beskrevs av Carl Friedrich Philipp von Martius. Mimosa hirsutissima ingår i släktet mimosor, och familjen ärtväxter.

## Underarter
Arten delas in i följande underarter:
- M. h. barbigera
- M. h. grossa
- M. h. hirsutissima
- M. h. pseudodistans